# (4766) Malin
(4766) Malin (1987 FF1) – planetoida z pasa głównego asteroid okrążająca Słońce w ciągu 4,17 lat w średniej odległości 2,59 j.a. Odkryta 28 marca 1987 roku.